# Gedragscode
Een gedragscode is een expliciete beschrijving van de normen en waarden voor het gedrag van bepaalde beroepen of specifieke toestanden in het optreden van organisaties. Het is een vorm van zelfregulering. Een gedragscode kan over veel meer specifieke zaken gaan dan een beroepscode. De beroepscode richt zich er vooral op, hoe een beroep dient te worden uitgevoerd.
In grotere organisaties zijn gedragscodes veelal deel van de corporate governance, die het beheer van de wijze van besturen en de toezicht op organisaties behelst. In het midden- en kleinbedrijf worden dergelijke voorschriften veelal door brancheorganisaties ontwikkeld. Bij politiek gevoelige onderwerpen kan er ook vanuit een centrale overheidsinstantie een commissie in het leven geroepen worden om zo'n code op te stellen.
Enkele voorbeelden van gedragscodes:
- Nederlandse corporate governance code, een gedragscode voor beursgenoteerde bedrijven met als doel verbeterde transparantie in de jaarrekening, betere verantwoording aan de Raad van Commissarissen en een versterking van de zeggenschap en bescherming van aandeelhouders.
- Belgische corporate governance code, met grotendeels gelijklopend doel.
- Code goed openbaar bestuur, een gedragscode waarin richtlijnen worden gegeven voor het besturen van organisaties in het hart van de overheid (Rijk, provincies, gemeenten, waterschappen en politie).
- Common Code for the Coffee Community, een gedragscode voor duurzame koffie, overeengekomen tussen koffiebedrijven, overheden en maatschappelijke organisaties.